# فيضانات هايتي 2022
فيضانات هايتي 2022 بين 31 يناير و1 فبراير تسببت الأمطار الغزيرة في هايتي في حدوث فيضانات. في 1 فبراير لقي ثلاثة أشخاص مصرعهم بسبب الفيضانات وفقد شخص آخر.

## الوصف
قتلت الأمطار الغزيرة التي استمرت يومين والفيضانات الناتجة عنها ثلاثة أشخاص على الأقل في هايتي، بحسب رئيس هيئة الحماية المدنية في البلاد. تم الإبلاغ عن عدد القتلى بعد ساعات من بدء رجال الإنقاذ إجلاء الناس في المناطق شديدة الخطورة، حيث غمرت المياه آلاف المنازل ونزحت حوالي 2500 أسرة. كان شمال البلاد هو الأكثر تضرراً حيث امتلأت المياه بالمركز التاريخي لمدينة كاب هايتيان، وأدت الرياح القوية إلى سقوط الأشجار. وقالت السلطات إن 20 منطقة على الأقل في أنحاء هايتي تأثرت بالطقس العنيف.